# Седли, Кэтрин, графиня Дорчестер
Кэ́трин Се́дли, графи́ня До́рчестер (англ. Catherine Sedley, Countess of Dorchester; 21 декабря 1657 — 26 октября 1717, Бат) — английская аристократка, любовница короля Якова II.

## Биография
Кэтрин Седли была единственным ребёнком в семье сэра Чарльза Седли, 5-й баронета, известного поэта, и его супруги, леди Кэтрин Сэвидж, дочери сэра Джона Сэвиджа, 2-й графа Риверс. После того, как её мать, страдавшая безумием, была отправлена в психиатрическую больницу, она была изгнана отцом из дома.

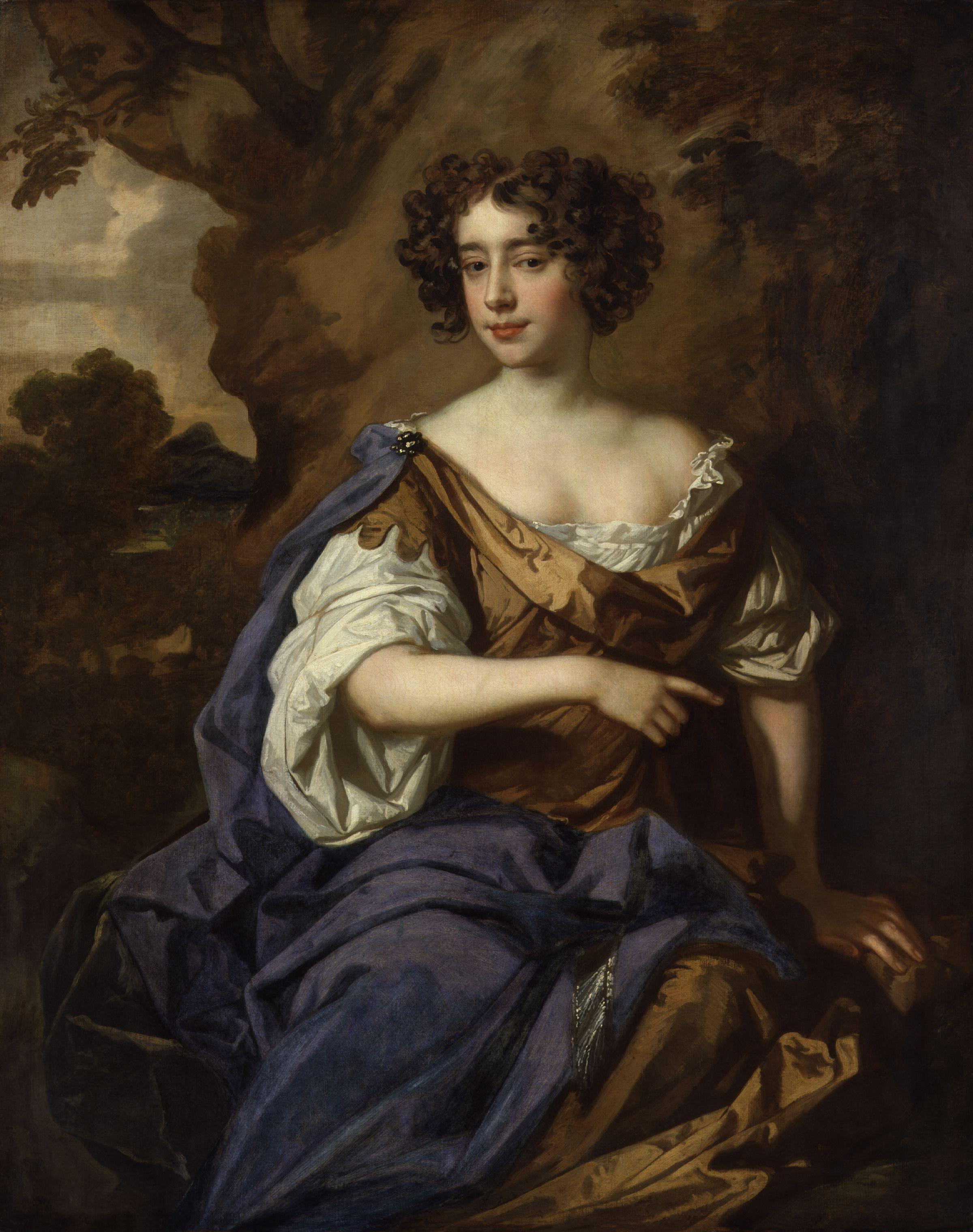
Портрет графини Дорчестер кисти Питера Лили

Леди Кэтрин была отправлена в Уайтхолл, где вошла в свиту Марии Моденской, супруги герцога Йоркского, став вскоре любовницей наследника престола. Около 1681 года она родила от него дочь Кэтрин Шеффилд, а также двух сыновей, которые умерли в детстве.
В 1686 году король Яков II пожаловал ей пожизненный титул графини Дорчестер, что вызвало негодование католической части английского общества.
После Славной революции (ноябрь 1688) дочь Якова II Мария II, ставшая королевой, отказалась принять Кэтрин Седли. Обиженная Кэтрин Седли воскликнула: «Почему такая надменная мадам, я не согрешила более печально, нарушив седьмую заповедь перед вашим отцом, чем вы, нарушив пятую против него».
В 1696 году Кэтрин Седли вышла замуж за Дэвида Кольяра, у супругов было два сына: Дэвид (1698—1728/9) и Чарльз (1700—1785), наследовавший отцу.
В 1714 году присутствовала на коронации короля Георга I, на которой архиепископ Кентерберийский спрашивал принимает ли народ короля, она сказала: "Неужели старый дурак думает, что кто-нибудь скажет «Нет»?.
Леди Кэртин Седли скончалась 26 октября 1717 года в Бате в возрасте 59 лет.